# فرودگاه سانتارم استاد ویلسون فونسکا
فرودگاه سانتارم استاد ویلسون فونسکا (به انگلیسی: Santarém-Maestro Wilson Fonseca Airport) (به زبان بومی: Aeroporto de Santarém–Maestro Wilson Fonseca) یک فرودگاه همگانی مسافربری با کد یاتا STM است که یک باند فرود آسفالت دارد و طول باند آن ۲۴۰۰ متر است. این فرودگاه در کشور برزیل قرار دارد و در ارتفاع ۶۰ متری از سطح دریا واقع شده است.

## شرکت‌های هواپیمایی و مقصدهای پروازی
| شرکت‌های هواپیمایی        | مقصدهای پروازی                                                                                    |
| ------------------------ | ------------------------------------------------------------------------------------------------- |
| آزول برزیلین ایرلاینز    | آلتمیرا، ول د کائس، کرایس, ادواردو گومز، پارینتینس، پورتو ترومبتاس                                |
| گول ایر ترنسپورت         | برازیلیا، پینتو مارتینز، ادواردو گومز، ریکایف، ریو دوژانیرو گالیائو، دپوتادو لوئیس ادواردو مگاهاس |
| MAP Linhas Aéreas        | آلتمیرا، ول د کائس، ادواردو گومز، پارینتینس                                                       |
| پیکاتوبا ترنسپورتس آئروس | آلتمیرا، ول د کائس، ایتایتوبا، Novo Progresso                                                     |
| تام ایرلاینز             | ول د کائس، برازیلیا                                                                               |